# Близнецы (Гомельская область)
Близнецы (бел. Блізняцы) — деревня в Старосельском сельсовете Рогачёвского района Гомельской области Беларуси.
Рядом расположены залежи валунов. На юге, востоке и севере граничит с лесом.

## География

### Расположение
В 5 км на северо-запад от районного центра и железнодорожной станции Рогачёв (на линии Могилёв — Жлобин), 126 км от Гомеля.

### Гидрография
На реке Друть (приток реки Днепр).

## Транспортная сеть
Транспортные связи по просёлочной, затем автомобильной дороге Рогачёв — Старое Село. Планировка состоит из короткой прямолинейной улицы меридиональной ориентации, к которой с юга и севера присоединяются короткие изогнутые улицы. Застройка двусторонняя, усадебного типа.

## История
По письменным источникам известна с XIX века как селение в Кистенёвской волости Рогачёвского уезда Могилёвской губернии. Согласно ревизских материалов 1859 года деревня, владение помещика И. Я. Печковского. В 1908 году 1030 десятин земли. В 1930 году создан колхоз. Во время Великой Отечественной войны в феврале 1944 года оккупанты сожгли 61 двор. В боях за деревню и окрестности погиб 741 советский солдат, в их числе Герой Советского Союза А. Г. Сафонов (похоронены в братской могиле в 1 км на восток от деревни). 20 жителей погибли на фронте. В составе совхоза «Прогресс» (центр — деревня Щибрин).

## Население

### Численность
- 2004 год — 35 хозяйств, 70 жителей.

### Динамика
- 1908 год — 54 двора, 351 житель.
- 1940 год — 63 двора, 361 житель.
- 2004 год — 35 хозяйств, 70 жителей.